# Maciej Kosmol
Maciej Kosmol (ur. 22 września 1982 w Warszawie) – były polski siatkarz, obecnie trener oraz statystyk. Jest wychowankiem klubu MOS Wola Warszawa. Pełnił funkcję asystenta trenera kadry Polski kobiet
Jest bratem byłej siatkarki, reprezentantki kraju Jolanty Studziennej.

## Życiorys

### Kariera zawodnicza
Maciej Kosmol swoją przygodę z siatkówką rozpoczął w zespole MOS Wola Warszawa odnosząc kilka sukcesów w kategoriach młodzieżowych. W 1998 roku w Poznaniu zdobył srebrny medal mistrzostw Polski kadetów, a rok później brązowy w Tomaszowie Lubelskim oraz tytuł wicemistrza Polski juniorów w Bielsku-Białej. W tym samym roku wraz z reprezentacją Polski kadetów stanął na najniższym stopniu podium mistrzostw Świata rozgrywanych w Arabii Saudyjskiej. Sięgnął również po tytuł mistrza Polski juniorów dwa lata później w Nysie.

W zawodowej siatkówce reprezentował barwy Stolarki Wołomin, z którą dwukrotnie uplasował się na 6. miejscu w Polskiej Lidze Siatkówki w sezonach 2000/2001 i 2001/2002. Następnie występował przez sezon 2003/2004 w KPS Wołomin, a po rocznej przerwie zasilił szeregi Energi Gedanii Gdańsk. Swoją karierę musiał zakończyć z powodu kontuzji kręgosłupa.

### Kariera trenerska
Kosmol był asystentem i statystykiem GCB Centrostalu Bydgoszcz za czasów Piotra Makowskiego i Jacka Grabowskiego. W 2008 roku w związku ze słabymi wynikami bydgoszczanek przejął zespół po Grabowskim, ale po kilku spotkaniach został zastąpiony przez Makowskiego. W latach 2008–2010 prowadził zespół Sparty Warszawa. Od 2010 roku pełnił rolę II trenera oraz statystyka w drużynie Budowlanych Łódź współpracując kolejno z Wiesławem Popikiem, Małgorzatą Niemczyk oraz Mauro Masaccim. Od stycznia 2012 roku do końca sezonu 2012–2013 samodzielnie prowadził zespół Budowlanych Łódź. W kolejnym sezonie prowadził ekipę LTS Legionovii Legionowo, jednak w połowie sezonu 2014–2015 został zwolniony, a jego miejsce zajął dotychczasowy asystent Robert Strzałkowski. W styczniu 2015 zastąpił na stanowisku trenera Sparty Warszawa Agatę Szustowicz.

### Współpraca z reprezentacjami
Był statystykiem reprezentacji Polski siatkarzy prowadzonej przez Raula Lozano, która sięgnęła po srebrny medal mistrzostw Świata rozgrywanych w Japonii w 2006 roku. Współpracował również z reprezentacją Polski kobiet za czasów Jerzego Matlaka, która wywalczyła brązowy medal mistrzostw Europy w 2009 roku w Polsce. Był asystentem trenera kadry narodowej Piotra Makowskiego.

## Osiągnięcia

### Klubowe
- srebrny medal mistrzostw Polski kadetów w 1998 roku w Poznaniu
- brązowy medal mistrzostw Polski kadetów w 1999 roku w Tomaszowie Lubelskim
- srebrny medal mistrzostw Polski juniorów w 1999 roku w Bielsku-Białej
- złoty medal mistrzostw Polski juniorów w 2001 roku w Nysie

### Reprezentacyjne
- brązowy medal mistrzostw świata juniorów w 1999 roku w Arabii Saudyjskiej